# Deutsche Normungsstrategie
Die Deutsche Normungsstrategie (DNS) wurde in den Jahren 2003 und 2004 von Vertretern aus Wirtschaft, Politik, Forschung und Normung erarbeitet und umfasst fünf strategische Ziele. Im Mittelpunkt der DNS steht folgende Vision: „Normung und Standardisierung in Deutschland dienen Wirtschaft und Gesellschaft zur Stärkung, Gestaltung und Erschließung regionaler und globaler Märkte.“

## Ziele
Die Deutsche Normungsstrategie besteht aus folgenden fünf Zielen:

### Ziel 1: Normung und Standardisierung sichern Deutschlands Stellung als eine der führenden Wirtschaftsnationen
Zur Erreichung dieses Ziels sollen Normung und Standardisierung verstärkt am Marktinteresse ausgerichtet, Innovationen gefördert, eine internationale Ausrichtung priorisiert, kleine und mittlere Unternehmen (KMU) im globalen Markt unterstützt, eine nachhaltige Entwicklung sichergestellt und Normung, Standardisierung und Patentwesen integrativ genutzt werden.
Maßnahmen zur Erreichung des Ziels umfassen:
- Bewusstseinsbildung bei Entscheidungsträgern in Wirtschaft, Politik und Gesellschaft
- Auf- und Ausbau von Netzwerken in und zwischen den Bereichen Normung und Standardisierung, Wirtschaft, Verbände und Politik
- Priorisierung von Sektoren mit hohem Entwicklungs- und Wachstumspotenzial für die deutsche Wirtschaft
- Verknüpfung von Normung und Standardisierung mit Forschung und Entwicklung
- Promotion des europäischen Modells zur Übernahme Internationaler Normen
- Europäisches Normungssystem in Schwellenländern sowie EU-Beitrittsländern und -kandidaten verankern[2]

### Ziel 2: Normung und Standardisierung unterstützen als strategisches Instrument den Erfolg von Wirtschaft und Gesellschaft
Zur Erreichung dieses Ziels stehen die Förderung der Wettbewerbsfähigkeit der KMU, die verstärkte Nutzung von Netzwerken und Plattformen, die Integration von Normung und Standardisierung in das Bildungssystem, die bedarfsgerechte Steuerung von Managementsystemnormung und die verstärkte Nutzung von Normen und Standards im öffentlichen Auftragswesen im Brennpunkt.
Maßnahmen zur Zielerreichung umfassen:
- Verstärktes, zielgruppenorientiertes Marketing
- Öffentlichkeits- und Aufklärungsarbeit im Netzwerk
- Förderung der innerbetrieblichen Kommunikation zum Thema „Normung und Standardisierung“
- Vertiefung der Aus- und Weiterbildung im Bereich „Normung und Standardisierung“[2]

### Ziel 3: Normung und Standardisierung entlasten die staatliche Regelsetzung
Im Brennpunkt stehen die Schaffung optimaler Rahmenbedingungen, die Mitgestaltung bei der Mandatserarbeitung, die Ausweitung der Neuen Konzeption, die Normungszuführung von Standards und die Unterstützung der weltweiten Angleichung der technischen Regulierung.
Maßnahmen umfassen:
- Dialog mit den politischen Entscheidungsträgern führen
- Klare Abgrenzung von Normung und Standardisierung gegenüber Gesetzgebung
- Verbesserung der Umsetzung der Neuen Konzeption
- Erweiterung auf neue Bereiche[2]

### Ziel 4: Normung und Standardisierung sowie die Normungsorganisationen fördern die Technikkonvergenz
Die aktive Mitgestaltung des europäischen Normungssystems, die verstärkte Anbindung innovativer Technikbereiche und die Einbringung gewonnener Erfahrungen in das internationale Normungssystem sind mit diesem Ziel verbunden.
Maßnahmen umfassen:
- Entwicklung von Normen und Standards auf der Systemebene
- Identifizierung von Handlungsfeldern aus konvergierenden Technikdisziplinen
- Optimierung der Strukturen
- Übertragung auf die europäische und internationale Ebene[2]

### Ziel 5: Die Normungsorganisationen bieten effiziente Prozesse und Instrumente an
Im Brennpunkt stehen die Intensivierung der Qualitätssicherung, der Ausbau der Dienstleistung, die Überprüfung des Geschäftsmodells, die Sicherstellung einer breiten Beteiligung, die Verbesserung des Zugangs für KMU, die Optimierung des Marketings der Standards und die Sicherstellung der Kohärenz des Normenwerks.
Maßnahmen zur Erreichung des Ziels umfassen:
- Aktives Marketing der Standardisierungsverfahren
- Forcieren des Einsatzes der Spezifikationen
- Ermittlung der Marktrelevanz von neuen Arbeitsthemen der Normen und Standards
- Optimierung der Prozessabläufe
- Qualitätsniveau der deutschen Normung und Standardisierung sichern[2]